# 史黛西·路易斯
史黛西·路易斯（Stacy Lewis，1985年2月16日—），是美國職業高爾夫球手，參加美國LPGA巡迴賽。她在2013年3月曾登上世界排名第一，成為第七位和美國第二位排名第一的選手，但僅在位4週便被南韓選手朴仁妃取代。

## 生平
路易斯出生於美國俄亥俄州托萊多，在德州休斯頓The Woodlands長大。2008年成為職業選手，2011年在納貝斯克錦標賽以-13打敗時任球后曾雅妮獲得冠軍；2013年3月18日她在美國亞利桑那州舉辦的LPGA創辦者盃成功奪冠，取得足夠的積分取代台灣的曾雅妮成為新任球后，但在4月14日積分便遭到朴仁妃超越而排名下降至第二名；同年8月在英國女子公開賽以280桿(-8)獲得冠軍，這是她第二座主要大賽冠軍。

## 連結
- 官方网站
- 史黛西·路易斯在LPGA巡回赛官方网站
- Arkansas Razorbacks.com -  profile - Stacy Lewis

Template:Dinah Shore/Nabisco Champions
Template:2011 United States Solheim Cup team